# Günther Hilt
Günther Hilt (23 de março de 1918 - 21 de agosto de 1944) foi um oficial alemão que serviu no Deutsches Heer durante a Segunda Guerra Mundial. Foi condecorado com a Cruz de Cavaleiro da Cruz de Ferro com Folhas de Carvalho.

## Condecorações
| Cruz de Ferro (1939) 2ª Classe                                   | 20 de junho de 1940    |
| Cruz de Ferro (1939) 1ª Classe                                   | 15 de outubro de 1941  |
| Distintivo de Feridos (1939) em Preto                            |                        |
| Medalha da Frente Oriental                                       |                        |
| Cruz de Cavaleiro da Cruz de Ferro                               | 14 de setembro de 1942 |
| Cruz de Cavaleiro da Cruz de Ferro com Folhas de Carvalho nº 386 | 8 de fevereiro de 1944 |